# 渡辺始興

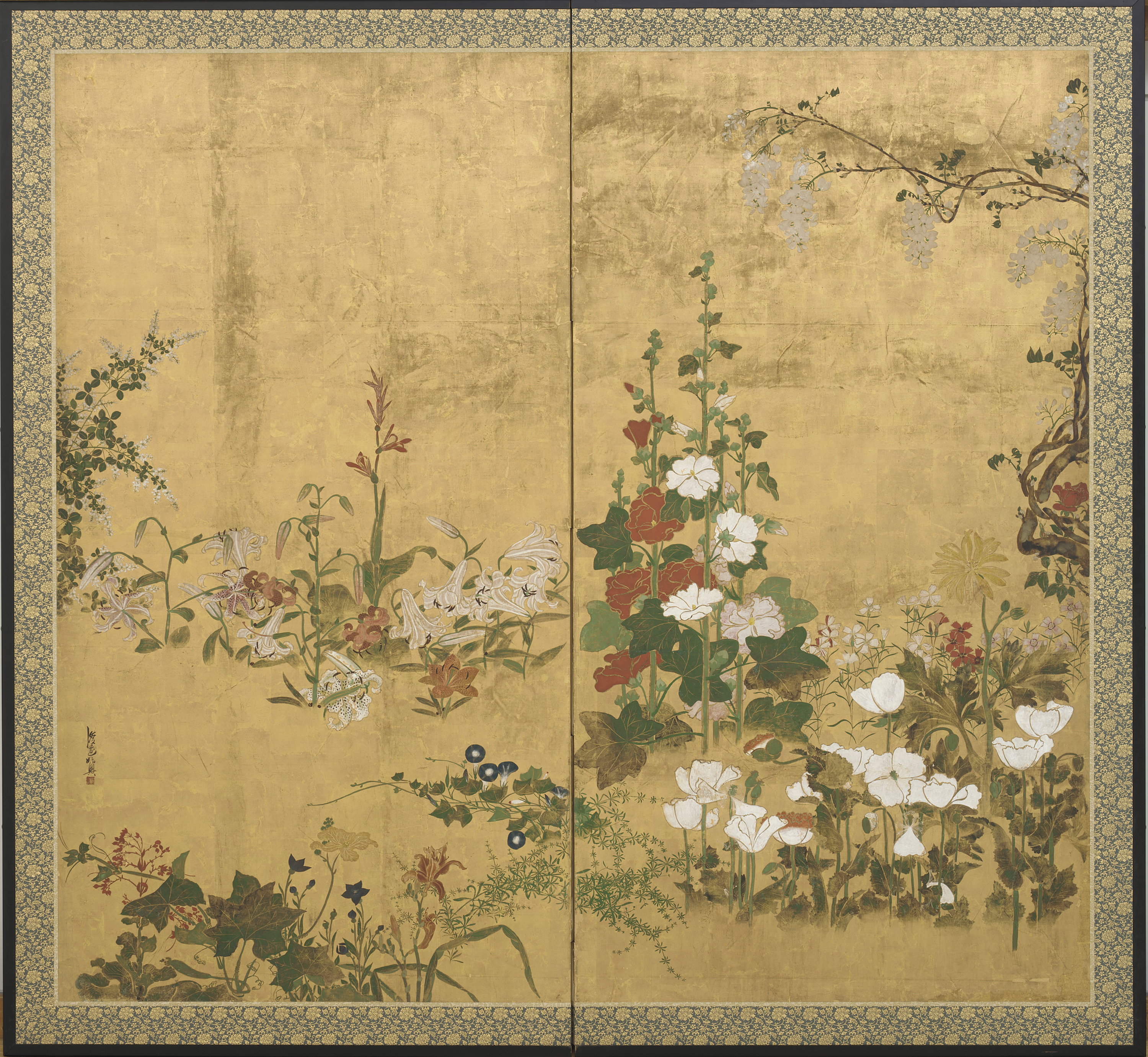
草花図屏風 （フリーア美術館） 紙本金地著色 二曲一隻

渡辺 始興（わたなべ しこう/もとおき、天和3年（1683年） - 宝暦5年7月29日（1755年9月5日））は京都出身の江戸時代中期の絵師。通称求馬。狩野派や大和絵など多様な様式で描いたが、一般に琳派の絵師に分類されることが多い。

## 略伝
宝永5年（1708年）頃から東宮御所や近衛家に仕え、二条家など上流貴族の屋敷に出入していた。初め狩野派、ただし画風から京狩野ではなく、狩野探幽の流れを組む江戸狩野に学んだと考えられる。師は、後に始興の障壁画を鶴沢探索が補作していることから、その祖父の鶴沢探山、あるいは後に述べる渡辺始興・素信同一人物説から山本素軒とも言われる。のちにそれに飽きたらず、晩年の尾形光琳に師事したとする説が有力である。また宝永年間、尾形乾山の絵付けを手伝っていた渡辺素信は始興と同一人物であるとする説もある。他にも大和絵の画法も研究し、「春日権現霊験記絵巻」「賀茂祭絵巻」「八幡太郎絵詞」などの立派な模本を残している。近衛家熈の指導もあって写生画にも先鞭をつけ、実証的・客観的な観察に基づく細密な写生を試みた。菩提寺は近衛家の墓所でもある西王寺。戒名は環翠軒輪誉法雲居士。

## 画風とその影響
始興の画には終生、狩野派風、琳派風、或いは大和絵風の作が別々に併存した形をとり、それらが一つとなり独自の画境として結実されずに終わってしまった感がある。これは始興の庇護者であり、狩野尚信の絵を特に好んだ近衛家熙の嗜好のためと言われる。ただし、全般的には琳派風を志向した作品に優品が多い。光琳と比べ、構成的な斬新さに劣るが、色彩の艶やかさが増し、光琳から学んだ装飾的手法を写実的に生かすことで、琳派の装飾性に活き生きとした生新しさを加えている。
後の円山応挙は始興の「鳥類真写図巻」（1巻紙本著色、三井記念美術館蔵）を模写しており、また同じく始興の作「芭蕉竹に仔犬図屏風」（六曲一双紙本墨画、大和文華館蔵）における仔犬や芭蕉・竹の描写は、技法・図様共に応挙画と極めて近く、応挙が始興から受けた強い影響が窺える。始興の没後、京都画壇には次々と個性的な絵師が登場するが、彼らの絵画表現は既に始興作品の中に萌芽が表れており。始興は京都画壇興隆の先駆的役割を果たしたといえる。

## 代表作
| 作品名                          | 技法         | 形状・員数 | 寸法（縦x横cm）                                 | 所有者                         | 年代                | 落款・印章                                 | 備考                                                                             |
| ------------------------------- | ------------ | ---------- | ----------------------------------------------- | ------------------------------ | ------------------- | ------------------------------------------ | -------------------------------------------------------------------------------- |
| 大覚寺障壁画                    | 板絵著色     | 12面       |                                                 | 京都・大覚寺                   | 1734年（享保19年）  |                                            | 重要文化財                                                                       |
| 春日権現霊験記絵巻              | 紙本著色     | 20巻       |                                                 | 陽明文庫                       | 1735年（享保20年）  |                                            | 詞書近衛家熙                                                                     |
| 近衛予楽院（家煕）像            | 絹本著色     | 1幅        |                                                 | 三時知恩寺                     | 1736年（元文元年）  | 無款                                       | 重要文化財。百拙元養賛。無款だが、家熈との強い関係から始興が描いたと考えられる。 |
| 亀山玄璠                        | 紙本著色     | 1幅        | 119.2x53.8                                      | 円光寺                         | 1738年（元文3年）賛 | 無款                                       | 伝渡辺始興。自賛。                                                               |
| 興福院障壁画                    | 紙本金地著色 | 8面        |                                                 | 奈良・興福院                   | 1743年（寛保3年）   |                                            |                                                                                  |
| 十六羅漢図                      | 紙本著色     | 1面        |                                                 | 京都・立本寺                   | 1746年（延享3年）   |                                            | 京都市指定・登録文化財。立本寺の本堂仏壇後壁に描かれている。                     |
| 曳馬図                          | 板絵金地著色 | 絵馬1面    |                                                 | 京都・北野天満宮               | 1750年（寛延3年）   |                                            | 京都市指定・登録文化財                                                           |
| 鷲鷹図                          | 板絵著色     | 絵馬2面    |                                                 | 京都・峰定寺                   | 1751年（宝暦元年）  |                                            | 京都市指定・登録文化財                                                           |
| 四季花木図屏風                  | 紙本著色     | 六曲一双   |                                                 | 畠山記念館                     |                     |                                            | 重要美術品                                                                       |
| 木蓮棕櫚図                      | 紙本著色     | 双幅       |                                                 | 文化庁                         |                     |                                            | 重要美術品                                                                       |
| 吉野山図屏風                    | 紙本金地著色 | 六曲一双   |                                                 | 個人（東京国立博物館寄託）     |                     |                                            |                                                                                  |
| 四季花木図屏風                  | 紙本金地著色 | 六曲一双   |                                                 | 個人                           |                     |                                            |                                                                                  |
| 四季耕作図屏風                  | 紙本著色     | 六曲一双   |                                                 | 個人（兵庫県立歴史博物館寄託） |                     |                                            |                                                                                  |
| 賀茂祭絵巻                      | 紙本著色     | 1巻        |                                                 | 陽明文庫                       |                     |                                            | 詞書近衛家熙                                                                     |
| 八幡太郎絵詞                    | 紙本著色     | 3巻        | 上巻34.6x1303.7 中巻34.2x1292.2 下巻34.3x1252.5 | 東京国立博物館                 |                     |                                            |                                                                                  |
| 池田宿図屏風                    | 紙本著色     | 六曲一隻   | 68.3x273.0                                      | 東京国立博物館                 |                     |                                            |                                                                                  |
| 地紙形貼付図屏風                | 絹本著色     | 六曲一双   |                                                 | 三の丸尚蔵館                   |                     |                                            |                                                                                  |
| 四季花鳥図押絵貼図屏風          | 紙本著色     | 六曲一双   |                                                 | 大和文華館                     |                     |                                            |                                                                                  |
| 燕子花図屏風                    | 紙本金地著色 | 六曲一双   | 154x334.3                                       | クリーブランド美術館           |                     |                                            |                                                                                  |
| 瀟湘八景図屏風 （右隻）（左隻） | 紙本墨画     | 六曲一双   | 150x356（各）                                   | クリーブランド美術館           |                     |                                            |                                                                                  |
| 山水図屏風                      | 紙本金地墨画 | 六曲一双   | 166.5x372.0                                     | ロサンゼルス・カウンティ美術館 |                     |                                            |                                                                                  |
| 草花図屏風                      | 紙本金地著色 | 二曲一隻   | 192.1x206.8                                     | フリーア美術館                 |                     |                                            |                                                                                  |
| 農夫・童子図屏風                | 紙本著色     | 六曲一双   | 155.2x350.2（各）                               | ボストン美術館                 |                     |                                            |                                                                                  |
| 春秋花木図屏風                  | 紙本著色     | 六曲一双   | 154.8x361.1                                     | ボストン美術館                 |                     |                                            |                                                                                  |
| 四季草花図屏風                  |              | 六曲一双   |                                                 | アシュモレアン博物館           |                     |                                            |                                                                                  |
| 駒迎図屏風                      | 紙本著色     | 六曲一双   | 152.7x357.5                                     | ランゲン・コレクション         | 晩年期              | 「渡辺氏」朱文長方印・「始興之印」白文方印 |                                                                                  |
| 千鳥彩画茶箱                    | 桐木地著色   | 1箱        |                                                 | 藤田美術館                     |                     |                                            |                                                                                  |

| 燕子花図（クリーブランド美術館） |  | 燕子花図（クリーブランド美術館） |
| 燕子花図（クリーブランド美術館） |  |                                  |

| 興福院霊屋襖絵（松に百合図） |  | 吉野山図（部分） |
| 興福院霊屋襖絵（松に百合図） |  | 吉野山図（部分） |

## 参考資料
- 『週刊朝日百科 世界の美術125　江戸時代前期の絵画2』 朝日新聞社、1980年
- 土居次義 「渡辺始興展に寄せて」、『花鳥山水の美 桃山 江戸美術の系譜』収録、京都新聞社、1992年。ISBN 4-7638-0304-2
- 『大和文華』110号、大和文華館、2003年
  - 武田恒夫 「始興序説－京画壇によせて」
  - 中部義隆 「渡辺始興展望」
- 斉藤全人 「始興再考─光琳との関係性をめぐって─」（村重寧先生 星山晋也先生古稀記念論文集編集委員会編 『日本美術史の杜』 竹林舎、2008年9月、pp.366-380。ISBN 978-4-902084-53-5

画集・展覧会図録
- 『琳派美術館 4 工芸と琳派感覚の展開』 集英社、1993年。ISBN 978-4-085-81004-4
- 『大覚寺障壁画と嵯峨流華展』 香川県文化会館、1974年
- 『開館40周年記念特別展 渡辺始興 --京雅の復興--』 大和文華館、2000年
  - 中部義隆 「渡辺始興をめぐって」